# Stortjärnen (Laxsjö socken, Jämtland, 708260-145258)
Stortjärnen är en sjö i Krokoms kommun i Jämtland och ingår i Indalsälvens huvudavrinningsområde. Sjön har en area på 0,115 kvadratkilometer och ligger 433,2 meter över havet. Sjön avvattnas av vattendraget Hökvattsån (Lillånån).

## Delavrinningsområde
Stortjärnen ingår i det delavrinningsområde (708192-145528) som SMHI kallar för Mynnar i Ammersån. Medelhöjden är 400 meter över havet och ytan är 27,02 kvadratkilometer. Räknas de 16 avrinningsområdena uppströms in blir den ackumulerade arean 125,42 kvadratkilometer. Hökvattsån (Lillånån) som avvattnar avrinningsområdet har biflödesordning 3, vilket innebär att vattnet flödar genom totalt 3 vattendrag innan det når havet efter 250 kilometer. Avrinningsområdet består mestadels av skog (86 procent). Avrinningsområdet har 0,22 kvadratkilometer vattenytor vilket ger det en sjöprocent på 0,8 procent.